# 赵有亮
赵有亮（1944年11月1日—2023年7月26日），男，汉族，上海人，中华人民共和国影视、话剧演员，国家话剧院原院长，中国共产党党员，第十一届全国政协委员。

## 生平
赵有亮祖籍山东蓬莱，生于上海，1966年從上海戏剧学院畢業，1987年被擔任中国儿童艺术剧院第一副院长，1990年擔任中央实验话剧院院长，2001年12月25日，出任中国国家话剧院首任院长。2008年，当选第十一届全国政协委员，代表文化艺术界，分入第二十六组。2023年7月26日因病於日本東京家中去世。

## 主要作品

### 电视剧
- 2008	宅门故事----张宝生
- 2008	亲人爱人----李国强
- 2005	错爱一生----罗尔
- 2005	海阔天高----周焕明
- 2005	密令1949----苏云轩
- 2005	大浴女----尹亦寻
- 2004	血色浪漫----钟山岳
- 2004	无上权益----路铁鸣
- 2004	凤凰迷影----刘作然
- 2004	21天----左光
- 2003	铁血豪情----唐耀
- 2003	台湾海峡----老年钟浩全
- 2003	中国故事----老年宝生
- 2002	不觉流水年长----邓医生
- 2000	难舍真情----汤开元
- 2000	绝路----林平良
- 1997	夺子战争----乔书铭
- 1994	孽债----沈若尘
- 1993	儒商
- 1992	吴晗----吴晗
- 1987	好爸爸坏爸爸----爸爸
- 1987	秋白之死----瞿秋白

### 电影
- 2014	蓝色骨头----钟振清
- 2012	止杀令----丘处机
- 2010	胡辣汤----赵立秋
- 2008	高考1977----陈甫德
- 2006	水镇1938
- 2005	美丽上海----良浩
- 2002	像鸡毛一样飞
- 2002	惊涛骇浪----韩盛元
- 2001	法官妈妈
- 2001	致命的一击
- 1997	黑白英烈----石兆光
- 1996	男孩女孩
- 1993	省城里的风流韵事
- 1992	离婚
- 1990	荒唐事件
- 1990	你好!太平洋----江汉
- 1987	解放----彭汉	齐兴家
- 1986	假脸----张岫岩
- 1985	缓期执行----邢丹
- 1984	电梯上----郑庄
- 1983	水镇情丝----王家烈
- 1982	都市里的村庄----舒朗
- 1979	我的十个同学----李大志